# 7 de novembre
El 7 de novembre o 7 de santandria és el tres-cents onzè dia de l'any del calendari gregorià i el tres-cents dotzè en els anys de traspàs. Queden 54 dies per finalitzar l'any.

## Esdeveniments
Països Catalans
- 1583 - El poble de Deià, a Mallorca, s'independitza de Valldemossa.
- 1659 - Illa dels Faisans (riu Bidasoa, el País Basc): s'hi signa el Tractat dels Pirineus. La monarquia hispànica cedeix a França el que avui anomenem Catalunya del Nord: el Rosselló, el Conflent, el Capcir, el Vallespir i la meitat nord de la Cerdanya. A canvi, aquest deixarà d'ajudar Catalunya en la Guerra dels Segadors, que es dona així per conclosa.
- 1705 - Carles III de Catalunya jura les Constitucions catalanes.[2]
- 1809 - Hostalric: les tropes napoleòniques saquegen les cases i calen foc al poble. El castell d'Hostalric, però, resisteix.
- 1882 - Teatre Romea de Barcelona: S'estrena Lo Timbal del Bruch (El timbal del Bruc), drama en quatre actes i en vers, de Frederic Soler.
- 1893 - Barcelona: l'anarquista Santiago Salvador tira una bomba a la platea del Liceu i hi causa 20 morts (bomba del Liceu).
- 1911 - Perpinyà: S'inaugura la sala de cinema Le Castillet.[3]
- 1971 - Barcelona: s'hi funda l'Assemblea de Catalunya a l'església de Sant Agustí Nou.
- 1982 - Andorra, Alt Urgell i Baixa Cerdanya: les pluges provoquen uns aiguats, amb 14 víctimes, la incomunicació de la zona i la destrossa completa del poble del Pont de Bar.
- 1983 - Conca del Llobregat: els Aiguats de novembre de 1983 a la conca del Llobregat tenen altre cop conseqüències catastròfiques. Les comarques més afectades són aquesta vegada el Baix Llobregat, el Barcelonès i els Vallesos.
- 1999 - Vila-rodona: La Colla Vella dels Xiquets de Valls descarreguen per primer cop a al segle xx el 3 de 8 aixecat per sota.
- 2005 - el Consell de Mallorca aprova els estatuts per crear TV Mallorca.
- 2010 - Barcelona: El Temple Expiatori de la Sagrada Família va ser declarat basílica menor pel papa Benet XVI.

Resta del món
- 1917 - Imperi Rus: hi comença la revolució comunista.[4]
- 1929 - Nova York (EUA): El MoMA –Museum of Modern Art (Museu d'Art Modern)– de Nova York obre les portes al públic.
- 1991- Los Angeles (Califòrnia, EUA): Magic Johnson anuncia la seva retirada de l'NBA per ser portador del virus del VIH.

## Naixements
Països Catalans
- 1344, Barcelona: Joana d'Aragó i de Navarra, princesa d'Aragó i comtessa consort d'Empúries.
- 1911, Algemesí, Ribera Alta: Joan Pere Segura de Lago, arquitecte valencià.
- 1911, Portbou, Alt Empordà: Ángeles Santos Torroella, pintora i artista gràfica catalana (m. 2013).[5]
- 1920, Barcelona: Joan Perucho, novel·lista, poeta i crític d'art català.
- 1923, Molins de Rei, Baix Llobregat: Josep Maria Madorell i Muntané, ninotaire català.
- 1928, Camagüey, Cuba: Antoni Maria Oriol Tataret, professor de teologia, especialista en Doctrina Social de l'Església i activista de la Federació de Cristians de Catalunya.
- 1943, Gandia: Maria Dolors Garcia Ramon, geògrafa i professora universitària valenciana.
- 1954, Alacant: Llum Quiñonero, periodista, activista i política valenciana.[6]

Resta del món
- 1854, Cuenca (Equador): Miguel Febres Cordero, religiós lasal·lià, pedagog, escriptor i lingüista, canonitzat en 1997.
- 1867, Varsòvia, Polònia: Marie Curie, física i química francesa d'origen polonès, premi Nobel de Física el 1903 i de Química el 1911.[7]
- 1877, Iànovka, Ucraïna/Imperi Rus: Lev Trotski, polític i revolucionari bolxevic (n. 1940).[8]
- 1878, Viena: Lise Meitner, física austríaca d'ascendència jueva, nacionalitzada sueca (m. 1968).
- 1885, Rostov del Donː Sabina Spielrein, una de les primeres dones psicoanalistes, col·laboradora de Freud i Jung (m. 1942).[9]
- 1888, Tiruchirappal·li, Índia: Chandrasekhara Raman, físic hindú, Premi Nobel de Física de 1930 (m. 1970).
- 1903, Viena, Imperi austrohongarès: Konrad Lorenz, etòleg austríac, Premi Nobel de Medicina o Fisiologia de l'any 1973 (m.1989).
- 1907, Madridː Elena Romero Barbosa, compositora, pianista i directora d'orquestra (m. 1996).[10]
- 1910, Buenos Aires: María Rosa Lida de Malkiel, filòloga i hispanista estatunidenca, jueva d'origen argentí (m.1962).[11]
- 1913, Mondovi, Algèria: Albert Camus, escriptor (m. 1960).
- 1926, Sydney, Austràlia: Joan Sutherland, soprano australiana (m. 2010).[12]
- 1929, Viena (Àustria): Eric Richard Kandel, metge nord-americà d'origen austríac, Premi Nobel de Medicina o Fisiologia de 2000.
- 1933, Azemmour (Marroc): Abdallah Laroui, escriptor marroquí, Premi Internacional Catalunya 2000.
- 1936, Pantnewynydd, Gal·les (Regne Unit): Gwyneth Jones, soprano gal·lesa.[13]
- 1939, Los Angeles, Califòrnia: Barbara Liskov, prominent científica informàtica nord-americana.[14]
- 1943:
  - Montclair, Nova Jersey (EUA): Michael Spence, economista nord-americà, Premi Nobel d'Economia de l'any 2001.
  - Fort Mcleod, Alberta (Canadà): Joni Mitchell, cantant i pintora canadenca.[15]
- 1950, Edimburg, Escòcia: Lindsay Duncan, actriu britànica guanyadora d'un Tony de teatre.[16]
- 1957, Ceclavín, Càceres: Elisa Herrero Uceda, biòloga i enginyera informàtica, escriptora i rapsoda, divulgadora dels sabers tradicionals.
- 1965, Ljubljana, Mateja Vraničar Erman, advocada i política eslovena, ministra de Finances entre 2016 i 2018.[17]
- 1968, Bozen, Trentino - Alto Adige: Antonella Bellutti, ciclista italiana olímpica, guanyadora de dues medalles d'or.
- 1969, 
  - Winnipeg: Tanya Dubnicoff, ciclista canadenca.
  - Ais de Provença, Hélène Grimaud, pianista francesa.
- 1975, Madrid: Marta Peirano, escriptora i periodista espanyola.[18]
- 1984, Lana Jurčević, cantant croata.
- 1986, La Pobla de Valverde: Adriana Martín, davantera de futbol de la Primera Divisió espanyola.[19]
- 1988, Kíev, RSS d'Ucraïna: Aleksandr Dolgopòlov, tennista ucraïnès.
- 1996, Auckland, Nova Zelanda: Lorde, cantautora neozelandesa.[20]

## Necrològiques
Països Catalans
- 1576 - Vallbona de les Monges: Estefania de Piquer, abadessa del monestir de Santa Maria de Vallbona, que regulà la constitució del poble de Vallbona.[21]
- 1963 - Barcelona: Joaquim Folch i Torres, museòleg, historiador i crític d'art.
- 1994 - Berlín: Manuela Ballester Vilaseca, pintora, il·lustradora, cartellista, escriptora, editora i poeta (n. 1908).[22]
- 2005 - Barcelona: Roser Majoral i Moliné, geògrafa, investigadora i professora universitària catalana (n. 1942).[23]
- 2007 - Lleida: Agnès Gregori Prunera, atleta catalana, pionera de l'esport lleidatà (n. 1910).[24]
- 2013 - Girona: Francina Boris, també coneguda com a Paquita Boris, fou una locutora de ràdio catalana.[25]

Resta del món
- 1823 - Madrid, Espanya: Rafael del Riego, militar espanyol, el qual va promoure l'aixecament que va portar al Trienni Liberal.
- 1901 - Pequín (Xina): Li Hongzhang, militar, polític i diplomàtic xinès (n. 1823).[26]
- 1905 - Londres, Florence Dixie, viatgera i escriptora escocesa, corresponsal de guerra i feminista (n. 1855).[27]
- 1913 - Broadstone, Dorset (Anglaterra): Alfred Russel Wallace, geògraf, botànic i naturalista gal·lès (n. 1823).[28]
- 1921 - Madrid: Julia de Asensi y Laiglesia, escriptora espanyola del Romanticisme, periodista i traductora (n. 1859).[29]
- 1944- Tòquio - Japó: Richard Sorge, revolucionari, periodista i espia soviètic de nacionalitat alemanya executat amb la soga pel govern feixista japonès (n. 1895).
- 1944: Hannah Szenes, membre de la resistència anti-nazi durant la Segona Guerra Mundial.
- 1962 - Nova York (els EUA): Eleanor Roosevelt, primera dama dels Estats Units i activista dels drets humans (n. 1884).[4]
- 1980 - Ciudad Juárez, Mèxic: Steve McQueen, actor, productor, pilot d'automòbil i de moto estatunidenc.
- 1983 - París: Germaine Tailleferre, compositora pertanyent al corrent del neoclassicisme musical (n. 1892).[30]
- 1990 - Sommières, França: Lawrence Durrell, escriptor britànic (n. 1912).[31]
- 2003 - Madrid, Espanya: Juanjo Menéndez, actor espanyol.
- 2013 - Madrid, Espanya: Amparo Rivelles, actriu espanyola (n. 1925).[32]
- 2016 - 
  - Los Angeles, Califòrnia: Leonard Cohen, poeta, compositor, cantant canadenc (n.1934).[33]
  - Miami: Janet Reno, jurista estatunidenca, Fiscal General dels EUA (n. 1938).[34]
- 2019 - Madrid: Margarita Salas Falgueras, bioquímica espanyola (n. 1938).[35]

## Festes i commemoracions
- Diada de la Catalunya Nord
- Santoral: sants Fortià de Torelló, màrtir, un dels Sants Innocents; Pau Àlvar de Còrdova; Prosdòcim de Pàdua bisbe; Amarant d'Albi, màrtir; Restitut de Saint-Paul-Trois-Châteaux, bisbe llegendari; Willibrord d'Utrecht, bisbe; Ernest de Zwiefalten, abat; Trifina de Poher; Amarant de Moissac, bisbe d'Albi; Llàtzer de Mont Galesi, estilita; Herculà de Perusa, bisbe màrtir; Jacint Castañeda, màrtir.